# 片桐宗猿
片桐 宗猿（かたぎり そうえん、安永3年（1774年） - 元治元年（1864年））は、片桐貞昌の長男下條信隆を祖とする江戸時代末期の旗本。石州流の家元。父は片桐信任。信隆より数えて6代目の旗本家の当主。諱は信方（のぶかた）。通称は靱負。
父片桐信任、祖父片桐信馮より片桐石州伝来の石州流を伝授される。井伊直弼の師匠として有名である。茶道、華道、盆石と伝承されていたが宗猿以降に分流される。この茶道の系譜を宗猿系という。